# Jordan Galland

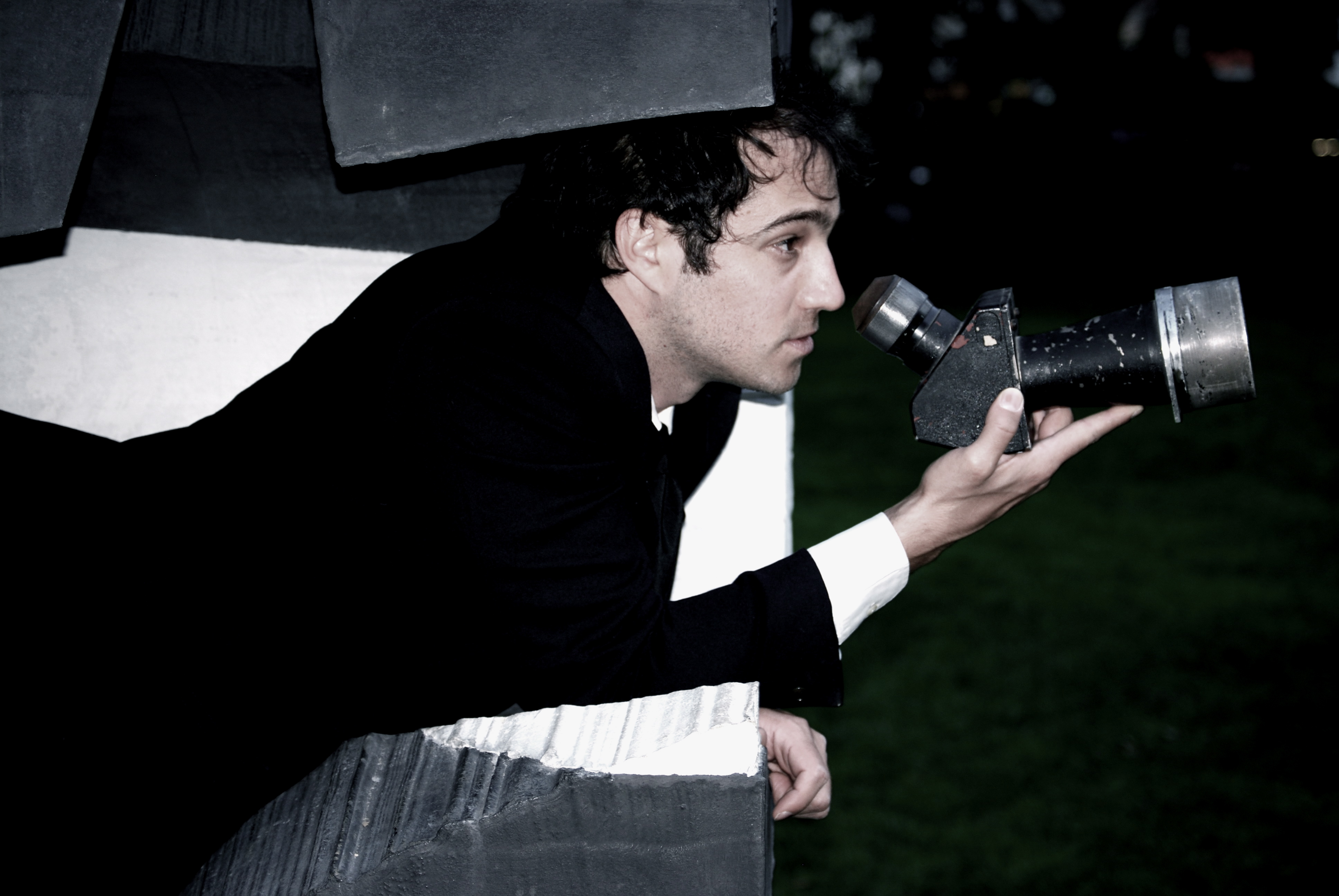
Proben zu Canadian Music Week (2009)

Jordan Galland (* 1980 in Farmington, Connecticut, USA) ist ein US-amerikanischer Regisseur, Drehbuchautor und Musiker.

## Leben
Bereits im Alter von 13 Jahren schrieb er sein erstes Theaterstück, das es in die Endrunde der Young Playwrights Competition schaffte. Fünf Jahre später gründete Galland die Rockgruppe Dopo Yume. Nach seinem Diplom an der New York University, drehte er im Herbst 2005 den Kurzfilm Smile for the Camera zusammen mit Sean Lennon, dem Sohn von John Lennon. Thema des Films ist eine Sekte, die alte Kameras benutzt, um die Seelen ihrer Opfer einzufangen. Eine Auszeichnung erhielt er auf dem International Independent Film und Video Festival in New York. Für sein Musikvideo Green Umbrella bekam er weitere Preise.

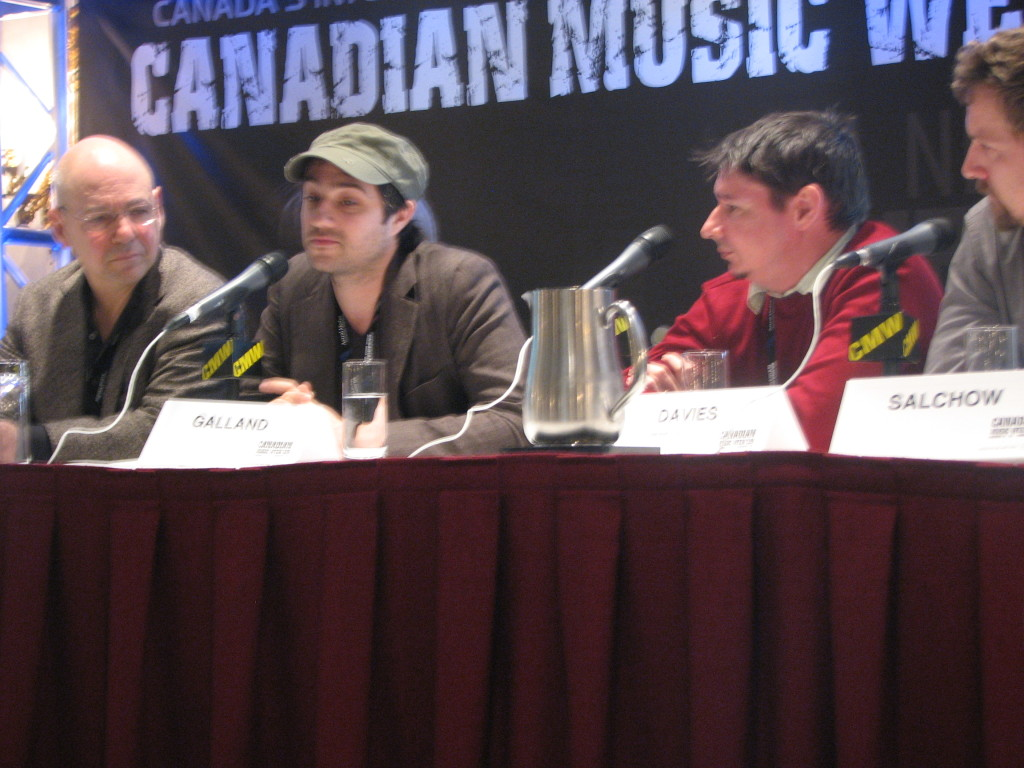
Jordan Galland bei der Canada Music Week, 2009

Galland ist auch Mitglied in der Band Domino.

## Filmographie
| Jahr | Titel                                   | Funktion                                                         |
| 2005 | Green Umbrella                          | Drehbuchautor und Darsteller                                     |
| 2007 | Rosencrantz and Guildenstern Are Undead | Ausführender Produzent                                           |
| 2008 | Coin Locker Babies                      | Drehbuchautor                                                    |
| 2008 | 21                                      | Song auf dem Soundtrack von der Band Domino „Tropical Moonlight“ |